# Tribunj
Tribunj je naselje in občina na Hrvaškem. Nahaja se v Šibeniško-kninski županiji. V naselju je ob popisu leta 2001 živelo 1450 prebivalcev.
Tribunj je bilo v preteklosti ribiško naselje, ki leži okoli 3 km zahodno od Vodic, na ozki ravnici v vznožju 51 m visokega griča Sv. Nikole. Novejši del naselja je zgrajen ob zalivu Rupa.

## Zgodovina
Prvo naselje je bilo postavljeno v 16. stoletju na otoku. Naselje so postavili begunci iz sosednjih vasi na kopnem (Jurjevgrad in Kameno selo). Kasneje so otok z nasipanjem povezali s kopnim. Do danes se je ohranilo nekaj ostankov obrambnega zidu, ki je bil postavljen v času benečanov. V starem delu naselja Jurjevgrad so ostanki srednjeveške utrdbe in cerkve sv. Nikole postavljene leta 1452.

## Znane osebe
- Mišo Kovač
- Boris Papandopulo
- Lilijana Molnar-Talajić
- Đorđe Novaković

## Spomeniki in znamenitosti
- Cerkev blažene device Marije (1435)
- Cerkev sv. Nikole (1452)
- Cerkev sv. Marije (1509)
- Cerkev Velike Gospe (1883)

## Demografija
| Pregled števila prebivalcev po letih | Pregled števila prebivalcev po letih | Pregled števila prebivalcev po letih | Pregled števila prebivalcev po letih | Pregled števila prebivalcev po letih | Pregled števila prebivalcev po letih | Pregled števila prebivalcev po letih | Pregled števila prebivalcev po letih | Pregled števila prebivalcev po letih | Pregled števila prebivalcev po letih | Pregled števila prebivalcev po letih | Pregled števila prebivalcev po letih | Pregled števila prebivalcev po letih | Pregled števila prebivalcev po letih | Pregled števila prebivalcev po letih |
| ------------------------------------ | ------------------------------------ | ------------------------------------ | ------------------------------------ | ------------------------------------ | ------------------------------------ | ------------------------------------ | ------------------------------------ | ------------------------------------ | ------------------------------------ | ------------------------------------ | ------------------------------------ | ------------------------------------ | ------------------------------------ | ------------------------------------ |
| 1857                                 | 1869                                 | 1880                                 | 1890                                 | 1900                                 | 1910                                 | 1921                                 | 1931                                 | 1948                                 | 1953                                 | 1961                                 | 1971                                 | 1981                                 | 1991                                 | 2001                                 |
| 454                                  | 498                                  | 542                                  | 674                                  | 817                                  | 966                                  | 1041                                 | 1076                                 | 1133                                 | 1195                                 | 1075                                 | 1223                                 | 1110                                 | 1333                                 | 1390                                 |